# Suzanne Lebeau

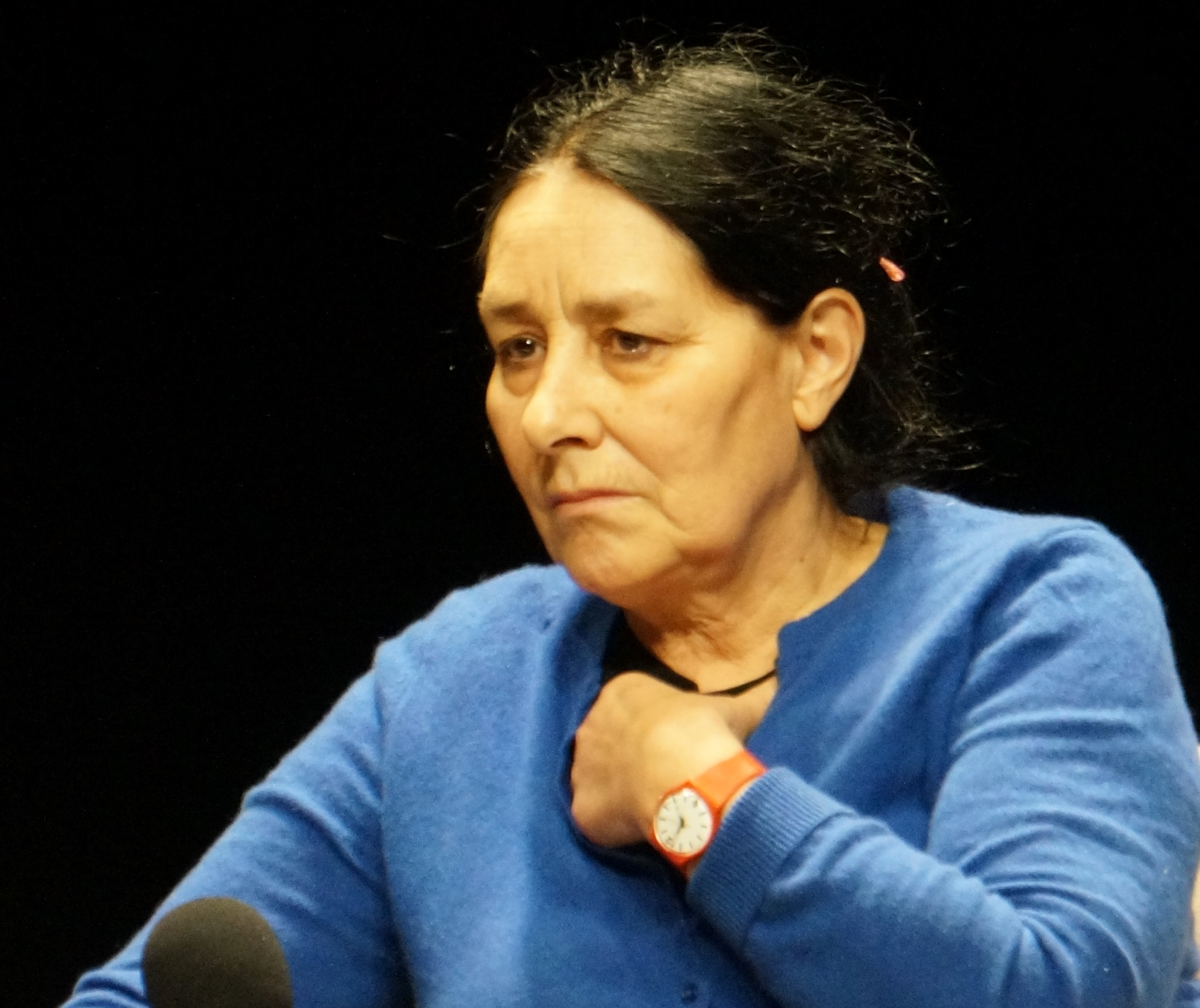
2015.

Suzanne Lebeau (nacida el 28 de abril de 1948) es una actriz y escritora de Quebec.
Hija de Blanche Payette y Paul Lebeau, nació en Montreal. Fascinada por el teatro, estudia con Jacques Crête y Gilles Maheu y actúa en trabajos clásicos y contemporáneos. Lebeau se formó con el mimo Étienne Decroux en París y posteriormente estudió pantomima y marionetas en Wroclaw, Polonia con el Henryk Tomaszewski Teatro de Pantomima y Teatro de Títere. Entró en contacto con el teatro para niños a través de un contrato con Théâtre La Roulotte en Longueuil. Ha enseñado escritura para la juventud, en la Escuela de Teatro Nacional de Canadá. En 1975, funda la compañía de teatro Le Carrousel con Gervais Gaudreault, siendo codirectora de la misma. Escribe su primera obra para niños Ti-Jean voudrait ben s soyarier, mais.... En 1975, y gradualmente se centra más en escribir que en actuar.
Desde noviembre de 1993 hasta febrero de 1994, Lebeau fue escritora residente en la Chartreuse de Villeneuve-lez-Avignon en Francia. En 1998, fue nombrada Chevalier en la Orden francesa de La Pléiade. El Musée de la civilización en la ciudad de Quebec le pidió que fuera consejera artística de su exposición "Grandir" y que escribiera el texto para la exposición "De quel droit?". Lebeau fue finalista para un Premio Molière en 2008. Recibió el Prix Athanase-David en 2010 y 2013 y luego fue galardonada con el Premio Rideau Hommage y el Premio Gascon-Thomas de la Escuela Nacional de Teatro de Canadá. En junio de 2016, Lebeau recibió el premio de Artes escénicas del Gobernador General, el más alto honor de Canadá en las artes escénicas, por su contribución vitalicia al teatro canadiense.

## Trabajos escogidos
- Una luna entre dos casas (1979)
- Los pequeños poderes (1981)
- Los pequeños poderes (1983), recibió el Premio Chalmers Children's Play Award
- Cuentos de niños reales (1990)
- Cuento del día y la noche (1991), Gran Premio en la categoría de teatro de la Revista de Montreal
- Salvador (1996), recibió el Premio Francophonie Jeunesse de Francia Radiofónica Internationale y el Premio Literario de los ciudadanos del departamento de Maine-et-Loire
- El ogrito (1997), recibió un Premio Masque como libreto original de la Académie quebequense de teatro
- Cuentas atrás (1997)
- Pequeño Pierre (2001)
- Zapatos de arena (2005)
- El ruido de los huesos que crujen (2006), recibió el premio del Gobernador General para drama en lengua francesa.